# フクイカメラサービス
株式会社フクイカメラサービスは福井県福井市に本社を置く、カメラの修理工房である。

## 沿革
1964年、当時の武生市（現越前市）で創業。1974年福井市手寄町に移転し、カメラの修理・アフターケアを行う業者として開業する。
1985年7月に法人化され、有限会社フクイカメラサービスを設立。2006年に業務拡張に伴い株式会社へ改組の上、福井市江端町の現在の社屋に移転する。
2013年「ネットショップコンテスト北陸2013」グランプリ、2014年、経済産業省「中小企業IT経営力大賞2014」IT経営実践認定企業、2017年「福井ふるさと企業表彰」優秀賞など受賞。

## 展開するサービス
キヤノン、ニコン、パナソニック、オリンパス、リコー・ペンタックス（両ブランドとも製造・販売:リコーイメージング）、ジェネラル・イメージング・ジャパン（現:AOI開発センター）の以上各社が製造・販売しているデジタルカメラ（コンパクトカメラ、一眼レフカメラ、ミラーレス一眼カメラ）、カメラレンズ、カムコーダー、並びにカメラの周辺機器・アクセサリー類の修理。